# الكفارة بالدم

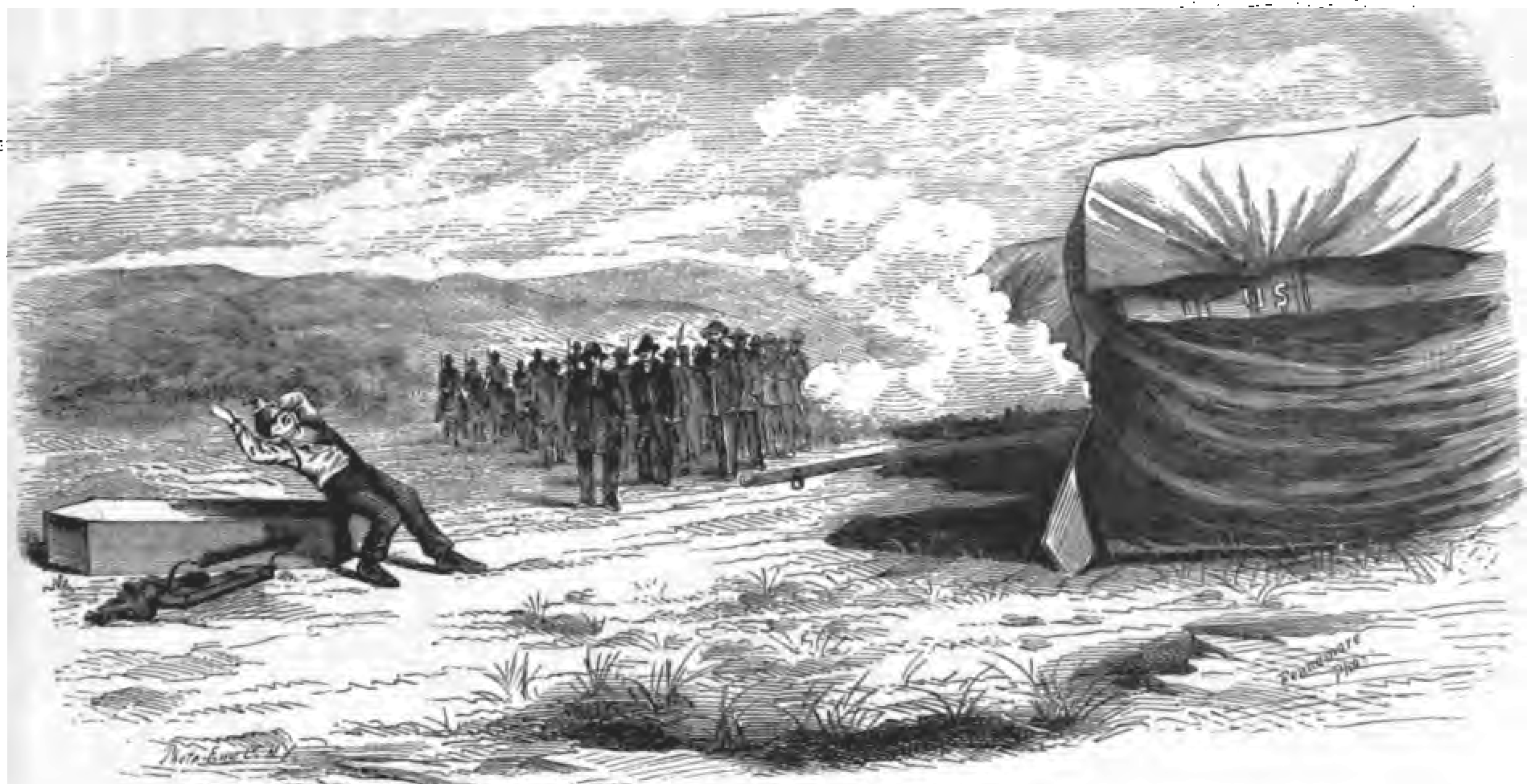
إعدام جون دي لي رميًا بالرصاص لدوره في مذبحة ماونتن ميدوز (مذبحة المروج الجبلية). أٌريقت دماء لي على الأرض في مكان وقوع المجزرة قبل عشرين عامًا؛ ومع ذلك، قال بريغهام يونغ أن لي «لم يكفر حتى عن نصف جريمته الكبرى».

الكفارة بالدم هي عقيدة متنازع عليها في تاريخ المورمونية، لا تفتدي فيها تضحية المسيح عن الخطيئة الأبدية. للتكفير عن الذنب الأبدي، يجب قتل الخاطئ بطريقة تسمح بإراقة دمه على الأرض كذبيحة، فلا يصير إلى الهلاك في الآخرة. أنكرت أكبر طائفة من طوائف المورمون، وهي كنيسة يسوع المسيح لقديسي الأيام الأخيرة، شرعية هذه العقيدة منذ عام 1889، إذ أشار إليها قادة الكنيسة الأوائل على أنها «خيال»، ثم أشار إليها قادة الكنيسة لاحقًا على أنها «مبدأ نظري» لم يُطبق في كنيسة يسوع المسيح لقديسي الأيام الأخيرة.
ظهر المذهب بين قادة المورمون الأوائل، ورُوج له بشكل كبير خلال فترة إصلاح المورمونية، عندما حكم بريغهام يونغ إقليم يوتا باعتباره شبه ثيوقراطي. وفقًا ليونغ وأعضاء آخرين في حكومته الأولى، فإن الخطايا الأبدية التي كانت بحاجة لكفارة بالدم تضمنت الردة والسرقة والفحشاء (ممارسة المثلية والزنا خطيئتان لا تحتاجان إلى كفارة دم).
علّم يونغ أتباعه ضرورة أن يختار الخطاة ممارسة العقيدة طواعية، لكنه علمهم أيضًا أن العقيدة لا يمكن فرضها إلا من خلال ثيوقراطية كاملة (نظام حكم لم يشهده العصر الحديث). اعتبر يونغ أن التضحية بحياة شخص ما أفضل من رؤيته يتحمل العذاب الأبدي في الآخرة. من وجهة نظر يونغ، وفي نظام ديني مورموني متكامل، سيتم تنفيذ ممارسة الكفارة بالدم من قبل الدولة كإجراء عقابي.
كانت عقيدة التكفير عن الدم الدافع وراء القوانين التي سمحت بتنفيذ الإعدام رميًا بالرصاص أو قطع الرأس في كل من إقليم وولاية يوتا. على الرغم من أن العديد من الناس قد أٌعدموا رميًا بالرصاص لارتكابهم جرائم عقوبتها الإعدام، باعتبار أن هذه الكفارة ستساعدهم في إنقاذهم في الحياة الآخرى، فلا يوجد دليل واضح على أن يونغ أو غيره من كبار قادة المورمون الثيوقراطيين قد كفروا بالدم عن الردة. هناك بعض الأدلة على تطبيق عقيدة الكفارة بالدم عدة مرات على مستوى الكنيسة المحلية دون اعتبار للإجراءات القضائية العلمانية. قد يكون خطاب الكفارة بالدم قد ساهم في ثقافة العنف التي أدت إلى مذبحة ماونتن ميدوز (مذبحة المروج الجبلية).
يظل التكفير بالدم عقيدة مهمة في أساسيات العقيدة المورمونية، ويتم الإشارة إليه كثيرًا من قبل مجموعات مورمونية يمينية متطرفة (مثل مجتمع ديزنات على الإنترنت). مع ذلك، فقد تنصّلت كنيسة يسوع المسيح لقديسي الأيام الأخيرة عدة مرات من عقيدة الكفارة بالدم منذ أيام حكم بريغهام يونغ. في عام 1978، كتب رسول كنيسة يسوع المسيح لقديسي الأيام الأخيرة، بروس أر. مكونكي متحدثًا نيابة عن قيادة الكنيسة أنه وبينما لا يزال يعتقد أن بعض الخطايا تتجاوز قوة كفارة دم المسيح فإن عقيدة الكفارة بالدم تنطبق فقط في الثيوقراطية كتلك التي كانت سائدة في عصر موسى. مع ذلك، ونظرًا للتاريخ الطويل للكفارة بالدم، فحتى عام 1994 على الأقل، استُجوِب المحلفون المحتملون في ولاية يوتا على معتقداتهم المتعلقة بالكفارة بالدم قبل المحاكمات التي يُنظر فيها بفرض عقوبة الإعدام، وذلك حتى عام 1994 على الأقل. 

## الخلفية التاريخية والعقائدية
في أيامها الأولى كانت المورمونية عقيدة استردادية، وقد ناقش قادتها، مثل جوزيف سميث وبريغهام يونغ، كثيرًا الجهود المبذولة لإعادة فرض الممارسات الاجتماعية والقانونية والدينية الموصوفة في الإنجيل، كبناء المعابد وتعدد الزوجات وهيكل الحكم الأبوي البطريركي الثيوقراطي. لم يظهر مصطلح الكفارة بالدم في الكتاب المقدس الخاص بطائفة المورمون. مع ذلك، توجد بعض الآيات في كتاب المورمون تنص بوضوح على أن شريعة موسى تستوجب عقوبة الإعدام لجريمة القتل، وتذكر أيضًا أن موت المسيح وكفارته «يفيان» بالشريعة ولا ينبغي التضحية بالمزيد من الدم.
كان مفهوم الكفارة بالدم عن خطيئة الزنا أقل وضوحًا في نصوص كنيسة يسوع المسيح لقديسي الأيام الأخيرة. في المبدأ رقم 132 من كتاب المبادئ والعهود الخاص بهذه الكنيسة كتب جوزيف سميث أن الأشخاص الذين يخالفون «العفد الجديد والأبدي» (الزواج السماوي) سوف «يهلكون بجسدهم» ويُعاقبون حتى يحصلوا على تمجيدهم يوم القيامة.
تطور شرط إراقة الدماء تكفيرًا عن الجرائم التي يٌعاقب عليها بالإعدام إلى فكرة إمكانية حجب الخلاص في حال عدم الالتزام بهذه العقوبة لأن «القانون» سيكون «غير مطبق» بهذه الحالة. كان الاعتقاد بضرورة إراقة الدماء والموت من أجل التكفير عن الزنا أو عن القتل مدعومًا بنظرة عامة مؤيدة لعقوبة الإعدام انطلاقًا من فكرة أن الدم «يصرخ» طلبًا للقصاص وهو مبدأ «الدم مقابل الدم» الذي يقول بأن جرائم إراقة الدم يجب أن تقابل بإراقة الدماء وأن التوبة تتطلب التعويض. على الرغم من أن القسم ألما 34 من الكتاب المقدس للمورنون يتحدث عن «المطلب» من حيث الالتزام القانوني، وصف بريغهام يونغ الجرائم التي تستحق الكفارة بالدم بأنها تمنع التقدم الأبدي المقدم للمؤمنين، مشيرًا إلى أن جرائم المذنب سوف «تحرمه من التمجيد الذي يرغب فيه». في اللاهوت المورموني، لا يشير مصطلحا الخلاص والرفعة لنفس المعنى، فالرفعة ترتبط بمكان وجود الفرد في السماء، في حين يشير الخلاص إلى حالة الوجود في السماء.

### عقوبة الإعدام في طقوس المورمون وكتابهم المقدس
نشأت التعاليم المورمونية المتعلقة بعقوبة الإعدام من التعاليم اليهودية والمسيحية القديمة. على سبيل المثال، وفي الكورنثوس الأولى 5:5 في العهد الجديد من الكتاب المقدس، يناقش بولس رجلًا جامع زوجة أبيه، وأمر أعضاء الكنيسة «بتسليم هذا الشيطان لتدمير الجسد، حتى تخلص الروح في يوم القيامة». يوجد في المبادئ والعهود أيضًا مقاطع داعمة لعقوبة الإعدام مثل «والآن، ها أنا أتكلم أمام الكنيسة. لا تقتل، ومن يقتل ليس له مغفرة في هذا العالم ولا في العالم الآتي. وأيضًا، أقول لك: لا تقتل؛ ولكن من يقتل سيموت». مع ذلك أظهرت المبادئ والعهود في فقرات أخرى المغفرة للناس بعد ارتكابهم لجرائم قتل.
يعتمد مفهوم الكفارة بالدم على فكرة أن الدم المهدور «ينادي» بالقصاص وهي فكرة دعت لها العديد من الفقرات في كتاب المورمون المقدس. في الإنجيل، صعد دم هابيل مباشرة إلى آذان الله بعد جريمة القتل على يد قابيل. في كتاب المورمون، قيل أن «دم الرجل الصالح» (جدعون) «اقترب» من الزعيم الديني وصرخ ألمًا طلبًا «للانتقام» من القاتل (نيهور). يشير كتاب المورمون المقدس أيضًا إلى «صرخات» دماء القديسين الصاعدة من الأرض إلى آذان الله لتشهد على قاتليهم. بعد وفاة جوزيف سميث، أضاف بريغهام يونغ قسم الانتقام إلى طقوس ناوفو للتفويض. أقسم المشاركون في هذه الطقس على الصلاة من أجل أن «ينتقم الله لدماء الأنبياء من هذه الأمة»، ويشير مصطلح النبي هنا إلى جوزيف سميث، ويُقصد ب «هذه الأمة» الولايات المتحدة الأمريكية، (تم حذف هذا القسم من الاحتفال في فترة عشرينيات القرن العشرين). في عام 1877، لاحظ بريغهام يونغ ما اعتبره تشابهًا بين موت جوزيف سميث وعقيدة التكفير عن الدم من حيث «سواء كنا نؤمن بالكفارة بالدم أم لا» فإن جوزيف والأنبياء الآخرين «قد ختموا شهادتهم بدمائهم».